# Operação Repescagem
Operação Repescagem foi a operação policial brasileira deflagrada pela Polícia Federal, em 23 de maio de 2016, nas cidades de Brasília, Rio de Janeiro e Recife. Representou a 29.ª fase da Operação Lava Jato.
Foi preso na operação o ex-tesoureiro do Partido Progressista, João Cláudio Genu. Genu já tinha sido alvo da de buscas da Operação Politeia, deflagrada pela Procuradoria-Geral da República em julho de 2015.

## Mandados
As prisões temporárias são contra Lucas Amorim Alves e Humberto do Amaral Carrilho. Os policiais federais também cumprem mandado de busca e apreensão na casa de Antônio Gontijo de Rezende.